# Nicola Vitale
Nicola Vitale (Milano, 1956) è un poeta, saggista e pittore italiano.

## Biografia
Esordisce come poeta nel 1984 pubblicando sulle riviste Prato Pagano, Poesia, Nuovi Argomenti, sull'Almanacco dello Specchio dello specchio (Mondadori, 1987) e Nuovo Almanacco dello specchio (Mondadori, 2005). È presente nell’antologia Poeti italiani del secondo Novecento, a cura di M. Cucchi e S. Giovanardi, (Mondadori, 2004) e sull’antologia Braci. Poesia Italiana Contemporanea, a cura di A. Colasanti (Bompiani, 2021).
Con la raccolta Condominio delle sorprese (Mondadori, 2008) vince nel 2009 i premi Reghium Julii e Laurentum.
I suoi lavori sono stati tradotti in albanese e spagnolo.
Suoi articoli di critica e di estetica sono stati pubblicati sulle riviste Concertino, Flash Art,, Quadri e sculture,, Juliet, Itinera, ed Exibart.
Dal 2001 tiene conferenze sull'arte visiva in prevalenza alla Casa della Cultura di Milano, con cui collabora stabilmente.
Tra i critici che hanno scritto sulla sua pittura: Pierre Restany, Rossana Bossaglia, Elena Pontiggia, Ermanno Krumm, Flaminio Gualdoni, Alessandro Riva.
Nel 2011 partecipa alla 54ª edizione della Biennale di Venezia (Padiglione Italia, Palazzo Te, Mantova).
Dal 1991 al 2014 è stato docente dei corsi di pittura del Credito Italiano - Unicredit Milano.

## Opere

### Poesia
- La città interna, in Primo quaderno Italiano Con A. Riccardi, S. Dal Bianco e M. Marotta, Poesia contemporanea, Guerini e Associati, Milano 1991, pref. F. Buffoni.
- Progresso nelle nostre voci, Mondadori, Lo Specchio, Milano 1998, finalista premio Gozzano 1998.
- La forma innocente, Stampa, La Collana, Varese 2001, pref. M. Cucchi.
- Condominio delle sorprese, Mondadori, Lo Specchio, Milano 2008. Premio Nazionale Rhegium Julii 2009,[26] Premio Laurentum 2009, Finalista Premio Metauro 2009, Unica segnalazione oltre il vincitore Premio Lionello Fiumi 2009.
- Chilometri da casa, Mondadori, Lo Specchio, Milano 2017. Terzo classificato Premio Città di Como, 2018, Finalista Premio Lorenzo Montano, 2018.

### Narrativa
- Il dodicesimo mese, Moretti e Vitali, Bergamo, 2016.
- (Pieter Schut), Femme fatale, Armando Curcio Editore, Roma 2019. Premio Le Grazie, Porto Venere 2020; Secondo classificato: Premio Zingarelli, Ceriniola 2019; Concorso A. G. Cibotto, Rovigo 2020; Premio Bertacchi, Sondrio 2020; Premio Città di Latina, Latina 2020.

### Saggistica
- Figura Solare. Un rinnovamento radicale dell’arte, Marietti 1820, Saggi d’arte, Genova-Milano 2011, Pref. M. Mazzocut-Miss.
- Arte come rimedio. L’armonizzazione delle facoltà umane nei principi espressivi, Moretti e Vitali, Il Tridente Saggi, Bergamo 2013.
- La “solarità” nella pittura. Da Hopper alle nuove generazioni. Mimesis, Forme del possibile, Milano-Udine, 2016. Pref. E. Franzini. Secondo classificato Premio Scriviamo insieme, Roma 2016; English trans. J. Hodgson, «Sunniness» in Painting, Mimesis International, 2019.
- Arte Classica, Moderna e Contemporanea. Un confronto attraverso le immagini. Mimesis, Forme del possibile, Milano-Udine 2017.
- Arte classica moderna e contemporanea, Mimesis, Milano-Udine 2017.
- Che cos’è un capolavoro? La riscoperta della bellezza in alcuni classici della pittura, Mimesis, Milano-Udine 2020.
- La filosofia di Biancaneve. Spunti per i tempi che cambiano, Moretti e Vitali, Bergamo 2021.